# Bo Simmingsköld
Bo Kurt Wilhelm Simmingsköld, född 25 september 1919 i Borås, död 12 december 2002 i Växjö domkyrkoförsamling, var en svensk kemist, berömd för sin forskning om glasproduktion.
Bo Simmingsköld studerade kemi och kemisk teknologi vid Chalmers där han tog examen 1944, varefter han arbetade som forskarassistent. Han tog 1950 en teknologie licentiatexamen, men hade under mellanåren blivit den förste chefen för det nygrundade Glasforskningsinstitutet i Växjö (Glafo), där han forskade på framställning av framför allt färglöst glas och miljöförbättringar vid både manuell och maskinell framställning. 1949 grundade han Nordiska Glastekniska Föreningen där han verkade till 1984. Hans forskningsresultat används över hela världen.
Simmingsköld var ledamot av Ingenjörsvetenskapsakademien från 1968, och tilldelades 1978 professors namn.